# NGC 3497
NGC 3497 (другие обозначения — NGC 3525, NGC 3528, IC 2624, MCG -3-28-37, ESO 570-6, PGC 33667) — линзообразная галактика (S0) в созвездии Чаши. Открыта Уильямом Гершелем в 1790 году.
В галактике наблюдаются концентрические пылевые кольца.

## История изучения
Эта галактика занесена в Новый общий каталог трижды, с обозначениями NGC 3497, NGC 3525 и NGC 3528, а также в Индекс-каталог, который является дополнением к Новому общему каталогу, с обозначением IC 2624. В таком случае эта галактика, по-видимому, имеет наибольшее количество разных обозначений в этих двух каталогах. Из-за ошибок при записи координат, галактика независимо открывалась разными астрономами четыре раза и каждое открытие привело к появлению отдельной записи в каталоге:
- В 1790 году галактику открыл Уильям Гершель, и она получила обозначение NGC 3497;
- В 1835 году галактику открыл Джон Гершель, и она получила обозначение NGC 3528. Он же был первым, кто открыл компаньона этой галактики, NGC 3529;
- В 1886 году галактику открыл Ормонд Стоун, и она получила обозначение NGC 3525;
- В 1898 году галактику открыл Льюис Свифт, и она получила обозначение IC 2624. Он также независимо открыл компаньона галактики NGC 3529, который получил второе обозначение IC 2625